# 1792 en arts plastiques
| Années des arts plastiques : 1789 - 1790 - 1791 - 1792 - 1793 - 1794 - 1795    |
| Décennies des arts plastiques : 1760 - 1770 - 1780 - 1790 - 1800 - 1810 - 1820 |

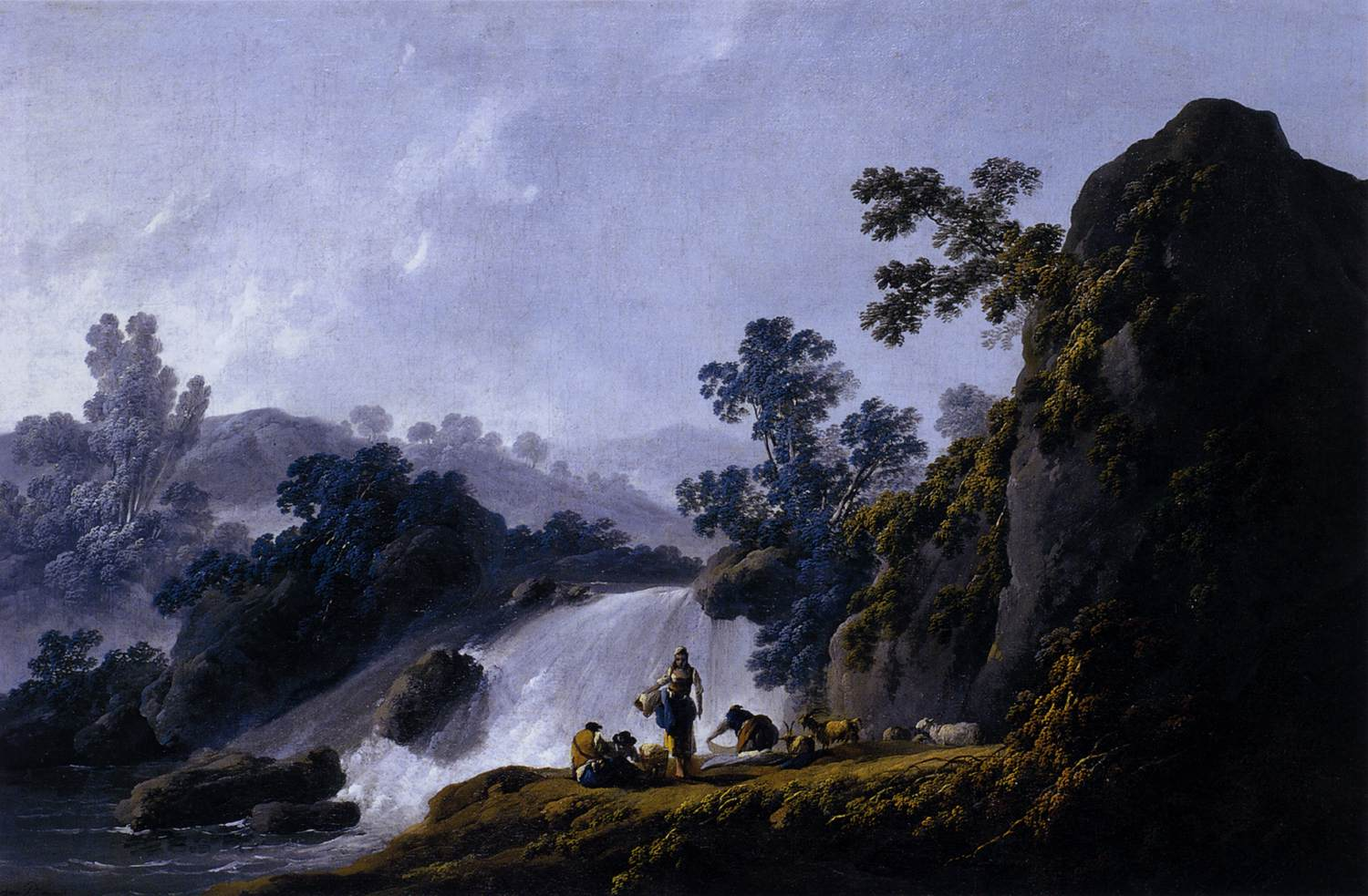
Paysage et lavandière, de Jean Pillement.

Cette page concerne l'année 1792 en arts plastiques.

## Œuvres
- 1790-1793 : commande pour Sebastián Martínez y Pérez :
  - Femmes conversant, huile sur toile de Francisco de Goya
  - Mujer dormida, huile sur toile de Francisco de Goya
  - El Sueño, huile sur toile de Francisco de Goya
- 1790-1795 : Autoportrait dans l'atelier, huile sur toile de Francisco de Goya
- 1791-1792 : Septième série des Cartons pour tapisserie de Francisco de Goya :
  - Le Mariage
  - Les Échasses
  - El Balancín
  - Las Gigantillas
  - Garçons grimpant à un arbre
  - Le Pantin
  - Las Mozas del cántaro

- Portrait de Sebastián Martínez y Pérez, huile sur toile de Francisco de Goya

## Naissances
- 21 janvier : Augustine Cochet de Saint-Omer, artiste peintre française († février 1833)
- 12 février : Ferdinand de Braekeleer, peintre et graveur belge († 16 mai 1883),
- 12 mars : Gustav Adolf Hippius, peintre estonien († 6 octobre 1856),
- 4 avril : Auguste II Blanchard, graveur français († 8 mars 1849),
- 17 mai : Marcellin Jobard, lithographe, photographe, inventeur et journaliste belge d'origine française († 27 octobre 1861),
- 29 juillet : Peter von Hess, peintre allemand († 4 avril 1871),
- 28 août : Giuseppe Gandolfo, peintre italien († 13 septembre 1855),
- 2 septembre : Alexis Nicolas Noël, peintre et graveur français († 14 février 1879),
- 15 octobre : Claude Soulary, peintre d'histoire français († 20 janvier 1870),
- 20 décembre : Nicolas-Toussaint Charlet, peintre et lithographe français († 30 décembre 1845),
- ? :
  - Janko Mihailović Moler, peintre serbe († 1853).
  - Vivica Strokirk, peintre suédoise († 1846).

## Décès
- 8 janvier : Philippe Sauvan, peintre français  (° 3 novembre 1697),
- 21 février : Nicolas Guy Brenet, peintre et graveur français (° 1er juillet 1728),
- 23 février : Sir Joshua Reynolds, peintre britannique (° 16 juillet 1723),

- Date précise inconnue :
  - Francesco Appiani, peintre baroque italien (° 29 janvier 1704).
  - John Greenwood, portraitiste et graveur américain (° 1729),
  - Giovanni Scajario, peintre italien (° 1726),
  - Pietro Scalvini, peintre italien  (° 1718),
  - Gabriel Scorodumov, graveur et peintre russe (° 1755).